# Diaman Ratio
Il DIAMAN Ratio è un indicatore utile per misurare la performance corretta per il rischio. Si propone come strumento alternativo all'approccio media varianza, visti i limiti di quest'ultima ai fini della fund selection.  Il Diaman Ratio può essere interpretato come un indicatore di persistenza dei rendimenti: analizza la forza del trend (rendimento atteso) e la capacità dello strumento finanziario di muoversi attorno allo suo stesso trend (rischio). Il DIAMAN Ratio tiene conto della sequenzialità dei rendimenti nel tempo e si basa su una definizione di rischio coerente con alcuni consolidati risultati della finanza comportamentale.

## Formula dell'indicatore
Poniamo {\displaystyle P=(p_{1},\ ...,\ p_{n})} la serie storica dei prezzi logaritmici settimanali di uno strumento finanziario e {\displaystyle t\ =\ (0,\ 1/f,\ 2/f,\ ...,\ (n-1)/f)} la serie storica del tempo dove  {\displaystyle f=52} e {\displaystyle n} è la lunghezza della serie storica.
Il Diaman Ratio viene così calcolato:
{\displaystyle DR=\beta \cdot R^{2}}
dove
- {\displaystyle \beta } è il valore stimato del parametro della regressione:  {\displaystyle P_{i}=\beta \cdot t_{i}+\alpha +\varepsilon _{i}}
- R2 è il coefficiente di determinazione associato alla regressione.

## Descrizione
L'utilizzo delle serie storiche logaritmiche è importante per un calcolo più accurato in quanto il logaritmo agisce sulla variabilità della serie e gestisce l'effetto scala che invece la serie lineari mostrano.
Il {\displaystyle \beta } stimato non è altro che il tasso annuale logaritmico di crescita della serie storica. Per ottenere il tasso di crescita lineare, sarà sufficiente calcolare {\displaystyle e^{\beta }-1}. Questo è ancor più vero per il caso limite di una serie storica crescente a tasso costante. Infatti se calcoliamo il {\displaystyle \beta } della serie storica con queste caratteristiche il valore del beta sarà pari al valore del tasso di crescita.
L'R2 è incluso nella formula in modo da tener conto della capacità del regressore (il tempo) di predire i valori della variabile. Se R2 = 1, la serie è monotona crescente con tasso di crescita {\displaystyle \beta }, se R2 = 0 il modello di regressione non è ben specificato e quindi siamo in presenza di troppa variabilità attorno al {\displaystyle \beta } stimato.
Il parametro {\displaystyle f} può anche assumere valore 12 o 260 qualora la serie storica dei prezzi sia mensile o giornaliera. Il parametro {\displaystyle f} ha come scopo quello di permettere al {\displaystyle \beta } di essere letto come tasso di crescita annuale.

## Caratteristiche
1. Il Diaman Ratio è ottenuto da una regressione della serie storica dei prezzi rispetto al tempo, quindi per l'arco temporale osservato a parità di rendimento e volatilità dei rendimenti il Diaman Ratio discrimina le traiettorie tra loro.
2. Il Diaman Ratio non è legato al risk-free, anche se è facilmente introducibile nel calcolo.
3. Il cambiamento della frequenza di utilizzo dei dati per la valutazione di una serie può portare a risultati di ranking molto diversi tra loro solo utilizzando dati settimanali al posto dei giornalieri.
4. Il Diaman Ratio è in grado di stimare sia le pendenze positive che quelle negative, ha difficoltà in presenza di cambi di direzione e di serie storiche non lineari.